# Павле Јелић
Павле Јелић је био истакнути борац Другог светског рата из Јабланичког округа.

## Биографија
Павле Јелић рођен је 24. априла 1912. године у Гајтану од оца Миливоја и мајке Ристе. Основну школу је завршио у Гајтану, а гимназији у Лесковцу 1932. године. Похађао је школу за резервне официре у Билећи, а 1935. г. је био на двомесечној вежби у 1. пешадијском пуку у Врању. Почео је да ради као дрвосеча у руднику Леце. Уписао је Правни факултет у Београд али се из материјалних разлога вратио се 1938. године у рудник где је примљен као дневничар. Дипломирао је права 1940. године, али је остао да ради у руднику.
Учесник је априлског рата 1941, као "ђак наредник" у 46. бази за снабдевање Куманова. Немци су га 7. априла 1941. заробили код Скопља али је успео да побегне из заробљеништва. Вратио се у рудник "Леце" и приступио НОП-у. Учествовао је у нападима партизана на рудник Леце 1941. и 1943. године и вршио саботаже и обуставу производње. Гестапо га је 1943. открио, ухапсио и спровео у лесковачки затвор, где је остао до марта 1944. године. Спроведен је у логор Еровил, одакле је побегао у Француску и прикључио се покрету отпора, а одатле је прешао у Швајцарску где се тешко разболео. Лечен је у Берну. Ту је остао до 23. јануара 1945. г. када са групом Југословена одлази у Француску где је наставио лечење и дочекао крај рата. По повратку у Југославију постављен је за принудног управника Алексиначког рудника. Примљен је 1947. године у КПЈ. Из Алексинца је постављен за председника Југословенско-албанског рударског друштва у Тирани. Носилац је Ордена рада (II реда) и више ратних одликовања. Умро је 1986. године у Београду.